# Municipio de Toby
El municipio de Toby (en inglés: Toby Township) es un municipio ubicado en el condado de Clarion en el estado estadounidense de Pensilvania. En el año 2000 tenía una población de 1.166 habitantes y una densidad poblacional de 15.6 personas por km².

## Geografía
El municipio de Toby se encuentra ubicado en las coordenadas 41°04′22″N 79°31′13″O / 41.07278, -79.52028.

## Demografía
Según la Oficina del Censo en 2000 los ingresos medios por hogar en la localidad eran de $28,580 y los ingresos medios por familia eran de $31,650. Los hombres tenían unos ingresos medios de $26,579 frente a los $18,036 para las mujeres. La renta per cápita de la localidad era de $14,380. Alrededor del 12,3% de la población estaba por debajo del umbral de pobreza.